# Bandeira da Organização da Conferência Islâmica
A bandeira da Organização da Conferência Islâmica é um dos símbolos oficiais da organização.

## História

Versão usada entre 1981 e 2011

A Conferência Islâmica adotou sua primeira bandeira em 1981. As cores eram as mesmas do movimento pan-árabe, no caso, verde, branco vermelho e preto, e com a inscrição da Chahada no centro: "Allah u Akbar".
Na 38ª Sessão do Conselho de Ministros das Relações Exteriores da Organização para a Cooperação Islâmica (OCI) que teve início em 28 de junho de 2011, em Astana, capital do Cazaquistão, na presença de Nursultan Nazarbayev, Presidente do Cazaquistão e do Secretário-Geral da OCI, Ekmeleddin Ihsanoglu, concordou-se em consenso dos Estados Membros na mudança no logotipo da organização, bem como no seu nome que mudaria de "Organização da Conferência Islâmica" para "Organização para a Cooperação Islâmica".
O novo emblema contém três elementos principais que refletem a visão e a missão da organização, conforme incorporado em seu novo estatuto. Esses elementos são: a Caaba, o globo e a crescente.

## Características

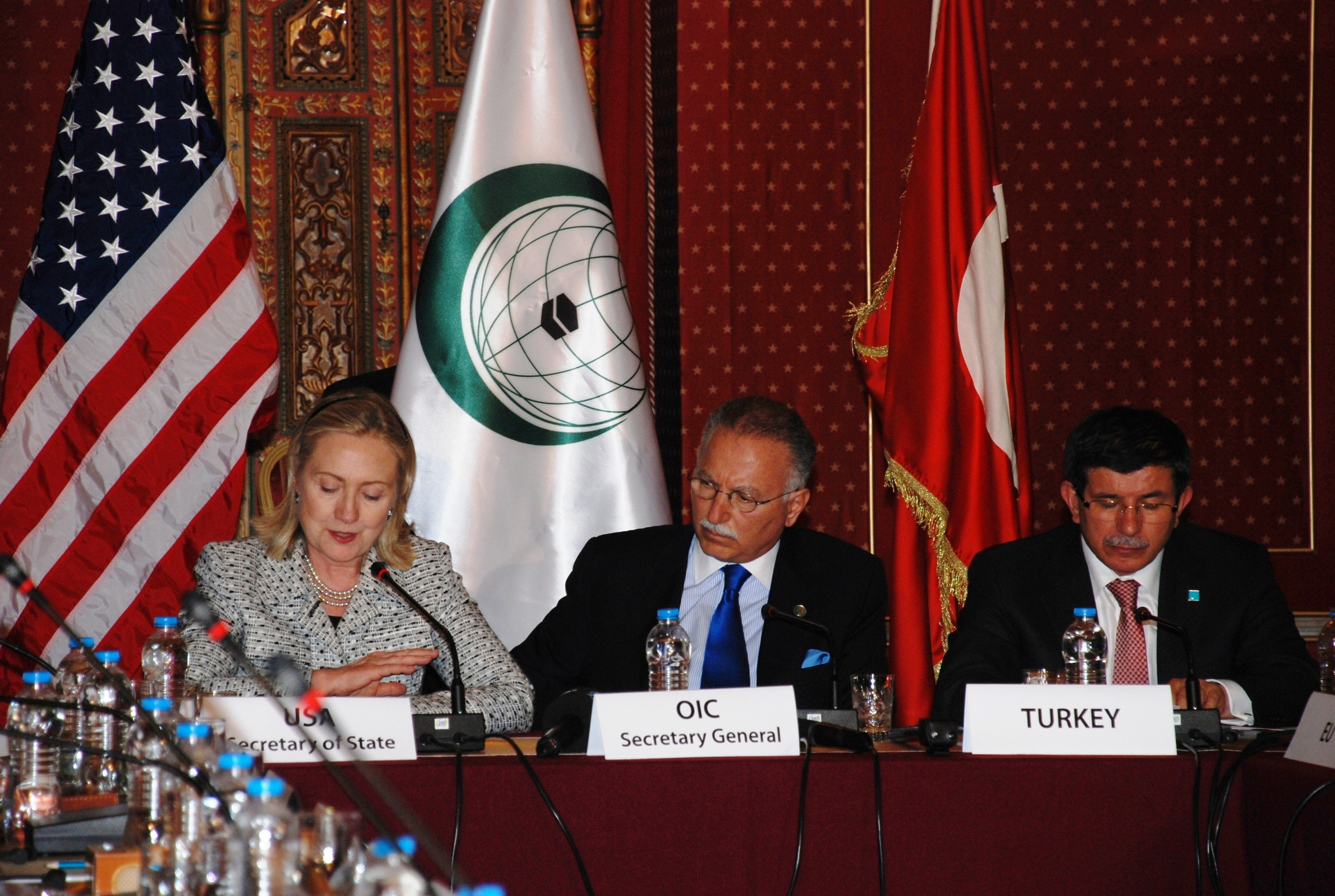
Ekmeleddin İhsanoğlu (no centro) na reunião da OIC no Centro de Pesquisa de História, Arte e Cultura Islâmica (IRCICA) em Istambul, Turquia, em 15 de julho de 2011. A bandeira da organização está ao fundo

Seu desenho consiste em um retângulo branco sobre o qual está o emblema da organização. Esse emblema apresenta três elementos: a caaba, na cor preta e um globo terrestre e uma crescente, ambos na cor verde.

## Simbolismo
A cor verde representa a fertilidade das terras Islâmicas (também se crê simbolizar o Islão). No centro, um Crescente vermelho voltado para cima, envolto num disco branco para simbolizar o Islão, e que Alá está acima de todos os seres humanos. O disco branco representa a Paz entre os Muçulmanos e todos os povos do mundo. Figura ainda no disco, as palavras: Allahu Akbar, escritas, assim parece, em caligrafia Árabe moderna.